# Bob Olin
Pour les articles homonymes, voir Olin.
Bob Olin est un boxeur américain né le 4 juillet 1908 et mort le 16 décembre 1956 à New York.
Champion du monde poids mi-lourds (1934-1935).

## Carrière
Passé professionnel en 1928, il devient champion du monde des mi-lourds le 16 novembre 1934 en battant aux points Maxie Rosenbloom mais cède son titre dès sa première défense le 31 octobre 1935 en étant stoppé au 8e round par John Henry Lewis. Il perd également le combat revanche en 1937 puis met un terme à sa carrière en 1939 sur un bilan de 55 victoires, 27 défaites et 4 matchs nuls.

## Référence
1. ↑  (en) Présentation de Bob Olin (cyberboxingzone.com)